# Ophioglossum bergianum
Ophioglossum bergianum là một loài dương xỉ trong họ Ophioglossaceae. Loài này được Schltdl. mô tả khoa học đầu tiên năm 1825.